# Концерт для фортепиано с оркестром № 3 (Борткевич)
Концерт для фортепиано с оркестром № 3 ‘Per aspera ad astra’ Op. 32 — произведение Сергея Борткевича, созданное в 1925—1926 гг. Посвящено пианисту Павлу Кону. Примерная продолжительность звучания 29 минут.
Концерт начинается в до миноре и заканчивается в до мажоре, складываясь из четырёх исполняемых без перерыва частей с необычной последовательностью темпов:
1. Grave — Cadenza
2. Andante
3. Lento
4. Moderato

Морис Хинсон, признавая за партией солиста блеск и образное богатство, замечал, что Антон Рубинштейн, Пётр Чайковский и Сергей Рахманинов пользовались этим же набором выразительных средств раньше и успешнее; к оценке Хинсона присоединился и Джереми Николас, которому концерт напомнил «восхождение на гору с серией ложных пиков, оставляющих вас в изнеможении гадать, достигнете ли вы когда-нибудь вершины». Критика также сравнивала концерт Борткевича с произведениями Антона Аренского и Фредерика Делиуса, полагая, что любителей неоромантической музыки он не оставит равнодушными.
Премьера концерта состоялась 30 апреля 1927 года в Вене в рамках программы, полностью составленной из произведений Борткевича и исполненной Венским симфоническим оркестром под управлением автора; солировала пианистка Мария Нойшеллер.
Сохранилась запись радиотрансляции концерта середины 1960-х гг. (солист Ханс Боненштингль, Симфонический оркестр Кёльнского радио, дирижёр Франц Маршалек). Студийную запись, высоко оценённую Николасом, осуществил в 2008 году румынский пианист Штефан Донига с Остравским филармоническим оркестром под управлением Давида Порселейна.